# Roche (Isère)
Roche – to miejscowość i gmina we Francji, w regionie Owernia-Rodan-Alpy, w departamencie Isère.
Według danych na rok 1990 gminę zamieszkiwały 1 243 osoby, a gęstość zaludnienia wynosiła 62 osób/km² (wśród 2880 gmin regionu Rodan-Alpy Roche plasuje się na 667. miejscu pod względem liczby ludności, natomiast pod względem powierzchni na miejscu 502.).